# Windows MultiPoint Server
| QS-Informatik | Dieser Artikel wurde wegen inhaltlicher Mängel auf der Qualitätssicherungsseite der Redaktion Informatik eingetragen. Dies geschieht, um die Qualität der Artikel aus dem Themengebiet Informatik auf ein akzeptables Niveau zu bringen. Hilf mit, die inhaltlichen Mängel dieses Artikels zu beseitigen, und beteilige dich an der Diskussion! (+) Begründung: Ausbauen und bequellen --Crazy1880 20:41, 5. Feb. 2011 (CET) |

Windows MultiPoint Server (WMS) ist eine Variante des Betriebssystems Windows Server des Softwareherstellers Microsoft zur Bereitstellung mehrerer unabhängiger Arbeitsplätze auf einem einzelnen Computer. Die Verbindung der Nutzer-Terminals kann dabei direkt über USB- und Videokabel, über eine Netzwerkverbindung, sowie Remote-Desktop Dienste erfolgen.
Das System wurde erstmals in der Version 2010 von Microsoft Indien für den kostengünstigen Einsatz in Bildungseinrichtungen entwickelt.

## Versionen

### Windows MultiPoint Server 2010
Windows MultiPoint Server 2010 war die erste Generation des Systems auf Basis von Windows Server 2008 R2. Anders als die Bezeichnung Server vermuten lässt, ist diese Generation nicht nach dem Client-Server-Modell auf die Kommunikation mit Clients ausgerichtet. Die einzelnen Arbeitsplätze können über kurze Distanz direkt mit dem Hostsystem verbunden werden, üblicherweise mittels USB für die Eingabegeräte und Videokabel direkt an eine Grafikkarte. Alternativ können Thin Clients über eine Netzwerkverbindung verwendet werden.
Neben Lizenzen für Bildungseinrichtungen wurden Lizenzen für OEM angeboten, die keine Verwaltung durch einen Domain Controller zulassen.

### Windows MultiPoint Server 2011
Windows MultiPoint Server 2011 ist die zweite Generation und erlaubt als wesentliche Änderung die zusätzliche Anbindung von RDP-Clients durch den Einsatz als Terminalserver. Es basiert auf Windows Server 2008 R2 SP1 und wurde im März 2011 veröffentlicht.
Das System steht in zwei Varianten zur Verfügung, die Standard Edition, sowie die Premium Edition, welche Verwaltung durch einen Domain Controller zulässt, sowie die maximal zulässigen Ressourcen und Verbindungen erhöht.

### Windows MultiPoint Server 2012
Im November 2012 veröffentlichte Microsoft mit Windows MultiPoint Server 2012 die dritte Generation des Systems. Es basiert auf Windows Server 2012 und bietet den Nutzern einen Windows 8 Desktop sowie die Möglichkeit, mit virtuellen Maschinen zu arbeiten.

### Windows Server 2016
Mit der Veröffentlichung von Windows Server 2016 im Oktober 2016 ist MultiPoint nicht mehr als eigenständiges Produkt erhältlich, sondern wird in Windows Server 2016 als Serverrolle bereitgestellt.

### Windows Server 2019
In Windows Server 2019 wird MultiPoint bei Neuinstallationen nicht mehr Bestandteil von Windows Server sein, sondern lediglich bei einer Update-Installation von einer vorherigen Windows-Server-Version installiert bleiben.